# Éparchie de Buda
L'éparchie de Buda (en serbe cyrillique : Епархија будимска ; en serbe latin : Eparhija budimska ; en hongrois : Budai Szerb Ortodox Egyházmegye) est une éparchie, c'est-à-dire une circonscription de l'Église orthodoxe serbe. Elle a son siège à Szentendre en Hongrie et, en 2016, elle a à sa tête l'évêque Lukijan.
En plus de la Hongrie, l'éparchie de Buda couvre aussi la République tchèque

## Histoire

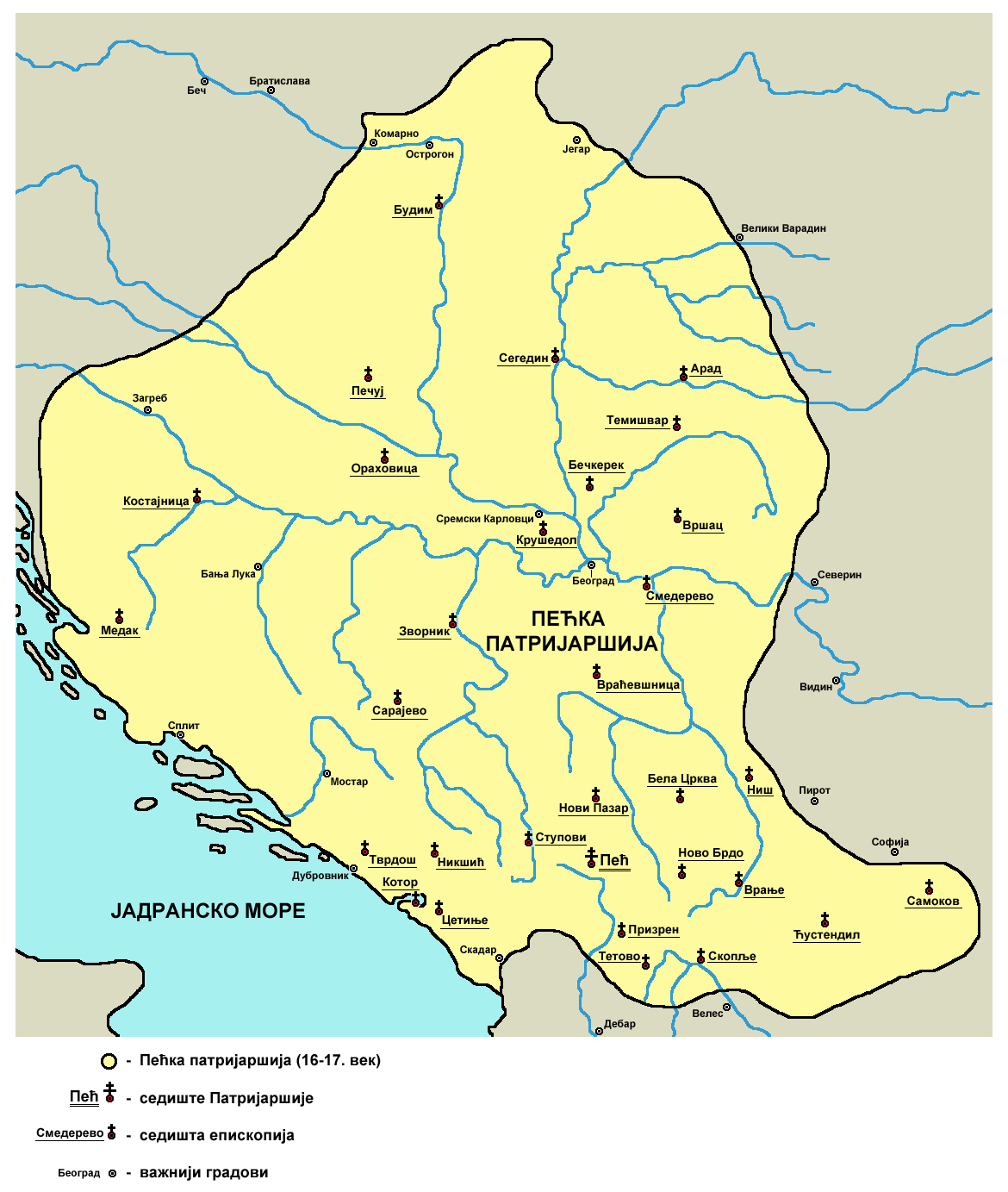
Le patriarchat serbe aux

La date de création du diocèse de Buda n'est pas précisément connue : on suppose qu'elle eut lieu dans les années 1640. Cette création était le résultat de la migration continue de populations serbes orthodoxes, depuis les régions sous administration ottomane vers le Royaume de Hongrie. C'est ainsi que fut construite l'église de Komoran en 1511, puis le monastère de Grabovac.
Après la Grande Migration des Serbes (1690), environ 37 000 familles serbes se sont retrouvées sur le territoire hongrois, dont environ 8 000 familles à Saint-André. Avec l'approbation de l'empereur Léopold Ier, le 4 mars 1695, le métropolite Jeftimije Popović fut confirmé comme évêque de Buda ; son titre complet était "Évêque de Buda, Pest, Sentandre, Stonobeograd, Sechuj, Siget, Muhacopolje".
Au XVIIIe siècle, un grand nombre d'églises ont été construites dans ce diocèse, principalement dans le style baroque. À la fin du XIXe siècle, il n'y avait que 617 habitants orthodoxes à Sentandreja, et en 1924, seuls 231 se déclaraient comme Serbes. En raison de la diminution du nombre de fidèles orthodoxes, le diocèse a été contraint de céder certains temples à l'Église catholique, de sorte qu'en quelques décennies, il a perdu 16 temples du XVIIIe siècle.

Eparchies de l'église orthodoxe serbe

Après la Seconde Guerre mondiale, le diocèse n'avait pas d'évêque intronisé, mais était principalement administré depuis Belgrade, jusqu'à ce qu'en 1988, Danilo Krstić soit nommé évêque. La bibliothèque du diocèse de Buda à Saint Andrew compte plus de 9 400 livres. 
En 2023, le diocèse de Buda comprend 37 paroisses en Hongrie et 2 en République tchèqueainsi que 2 monastères (Grabovac et Manastir Srpski Kovin). Il comporte aussi un Musée orthodoxe serbe.

### Évêques
| - Sevastijan (†1662) - Simeon (vers 166?) - Viktor (1660-1668 et 1680-1684) - Kiril (1668-1680) - Jeftimije Popović (1695-1700) - Vikentije Popović-Hadžilavić (1708-1713) - Mihailo Milošević (1716-1728) - Vasilije Dimitrijević (1728-1748) - Dionisije Novaković (1749-1767) - Arsenije Radivojević (1770-1774) - Sofronije Kirilović (1774-1781) - Stefan Stratimirović (1786—1790) - Dionisije Popović (1791-1828) | - Stefan Stanković (1829-1834) - Justin Jovanović (1834) - Pantelejmon Živković (1836-1839) - Platon Atanacković (1839-1851) - Arsenije Stojković (1852—1892) - Lukijan Bogdanović (1897-1908) - Georgije Zubković (1913-1951) - Élus évêques de Buda mais jamais intronisés - Hrizostom Vojinović (1951-1952) - German Đorić (1952-1956) - Arsenije Bradvarević (1960-1963) - Nikanor Iličić (1970-1984) - Danilo Krstić (administrateur de 1984 à 1988 puis évêque de 1988 à 2002) - Lukijan Pantelić (depuis 2002, également administrateur de l'éparchie de Timișoara). |

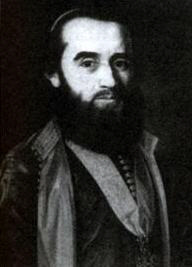
Stefan Stratimirović
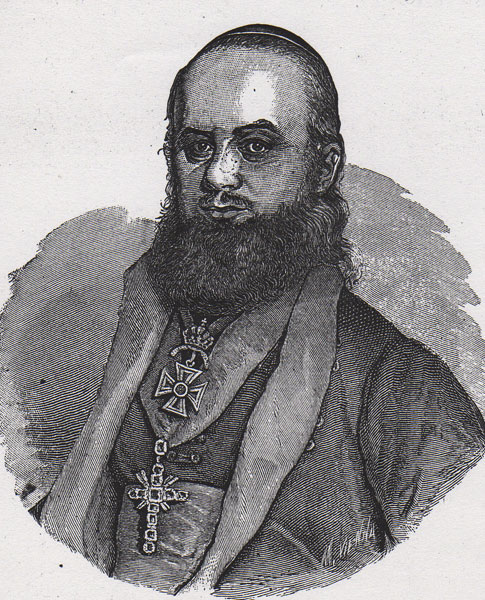
Platon Atanacković
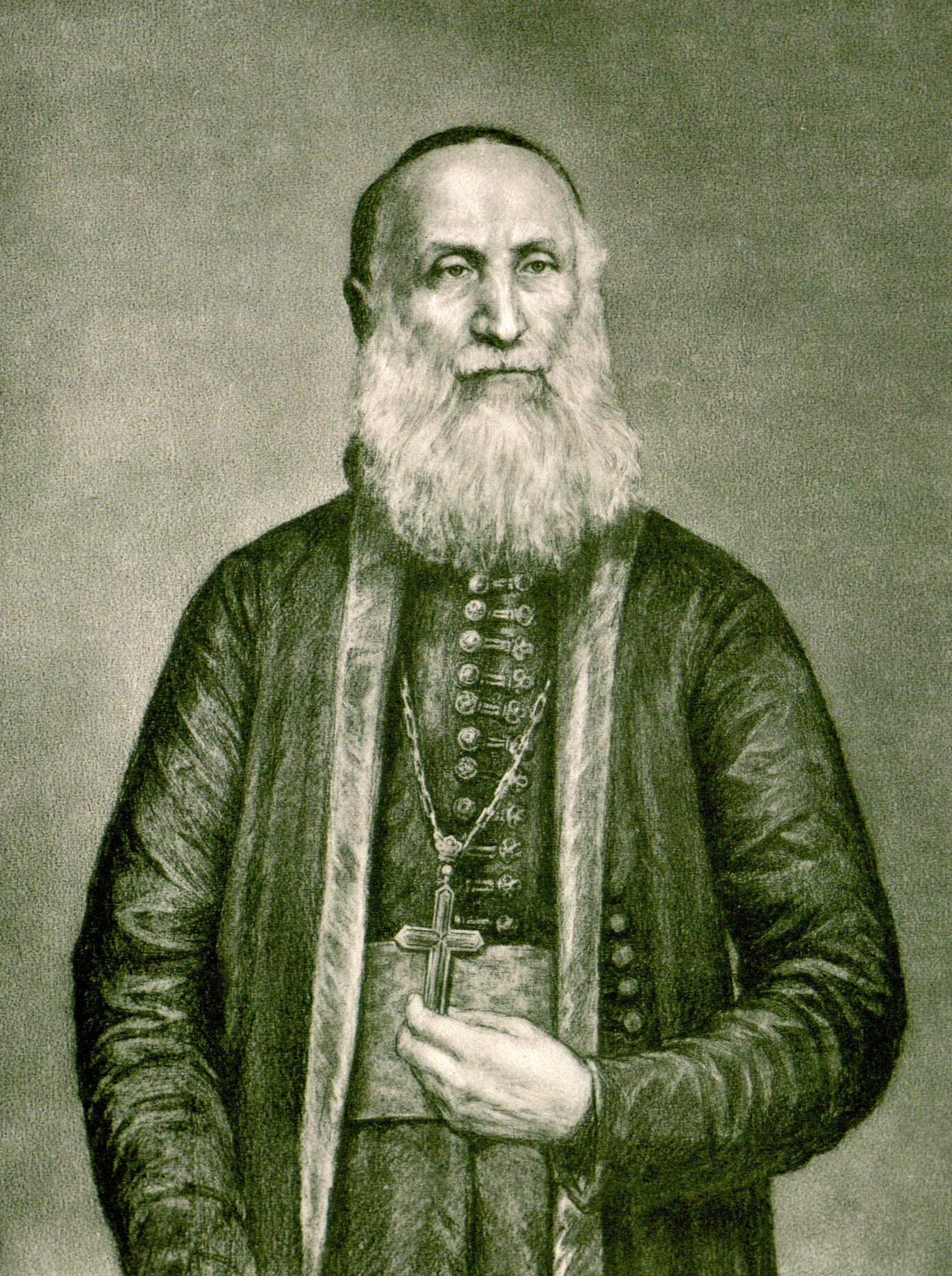
Arsenije Stojković
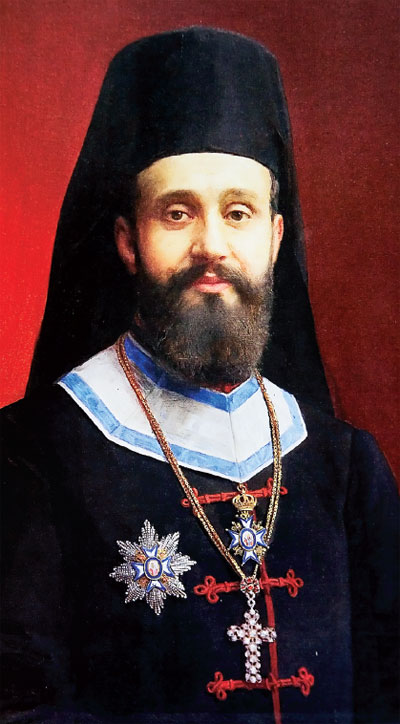
Lukijan Bogdanović

## Paroisses
L'éparchie de Buda est divisé en 3 vicariats et comporte  37 paroisses :
| - Vicariat de Buda : - Aljmaš (Rácalmás) - Bata (Százhalombatta) - Budimpešta (Budapest) - Čobanac (Csobánka) - Čip (Szigetcsép) - Đer (Győr) - Dunafeldvar (Dunaföldvár) - Jegra (Eger) - Kalaz (Budakalász) - Lovra (Lórév) - Pantelija (Dunaújváros) - Pomaz (Pomáz) - Sentandreja (Szentendre) - Stoni Beograd (Székesfehérvár) | - Vicariat de Mohacs : - Baja (Baja) - Breme (Beremend) - Iločac (Illocska) - Lipovo (Lippó) - Mađarboja (Magyarbóly) - Majiš (Majs) - Medina (Medina) - Mohač (Mohács) - Pečuj (Pécs) - Srpska Mečka (Erdősmecske) - Santovo (Hercegszántó) - Sečuj, (Dunaszekcső) - Šarok (Sárok) - Šikloš (Siklós) - Šumberak (Somberek) - Viljan (Villány) | - Vicariat de Szeget : - Batanja (Battonya) - Čanad (Magyarcsanád) - Deska (Deszk) - Novi Sentivan (Újszentiván) - Segedin (Szeged) - Sirig (Szőreg) - Stoni Beograd (Székesfehérvár) - Vašaršelj (Hódmezővásárhely) |

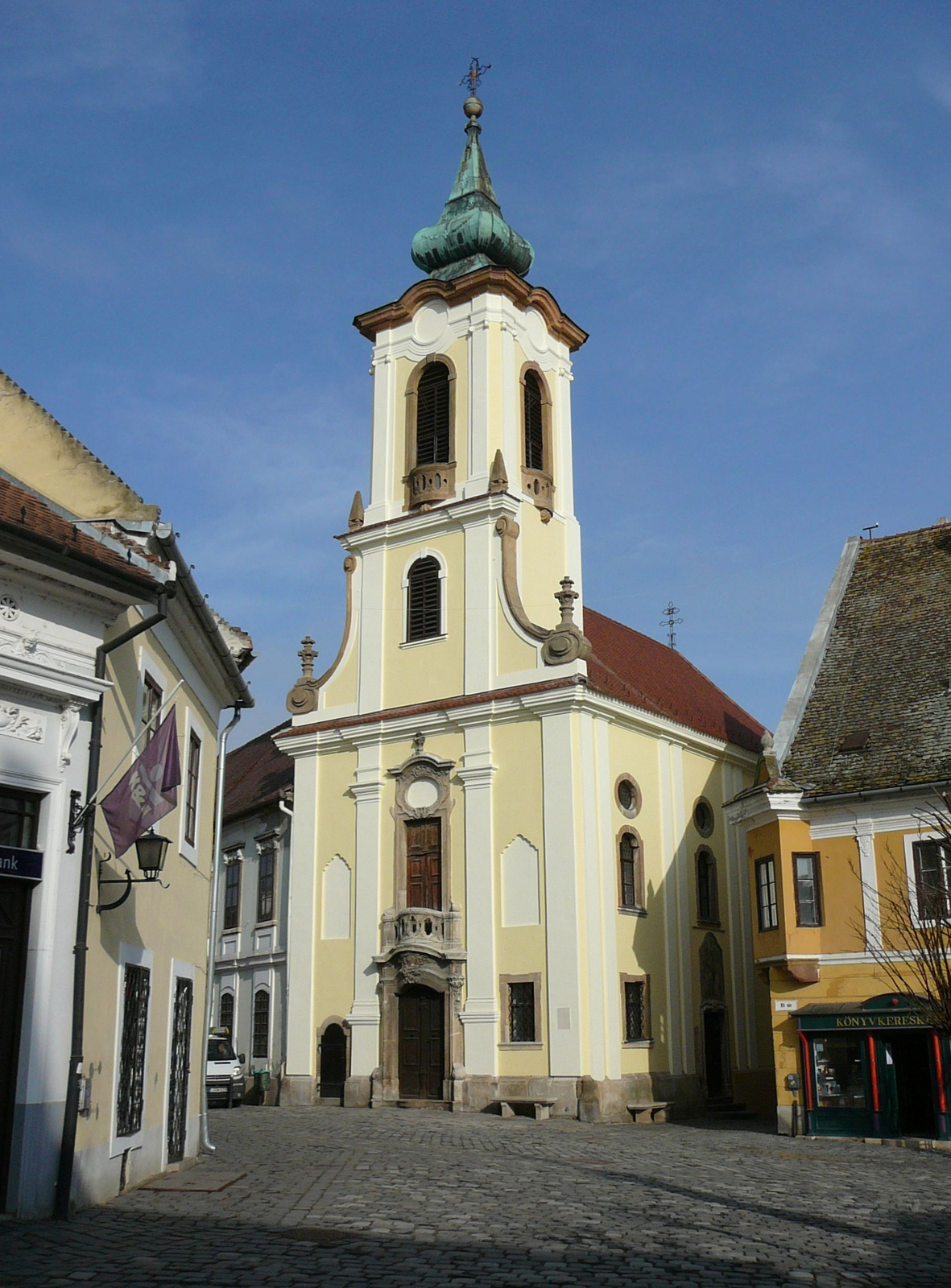
L'église de l'Annonciation de Szentendre
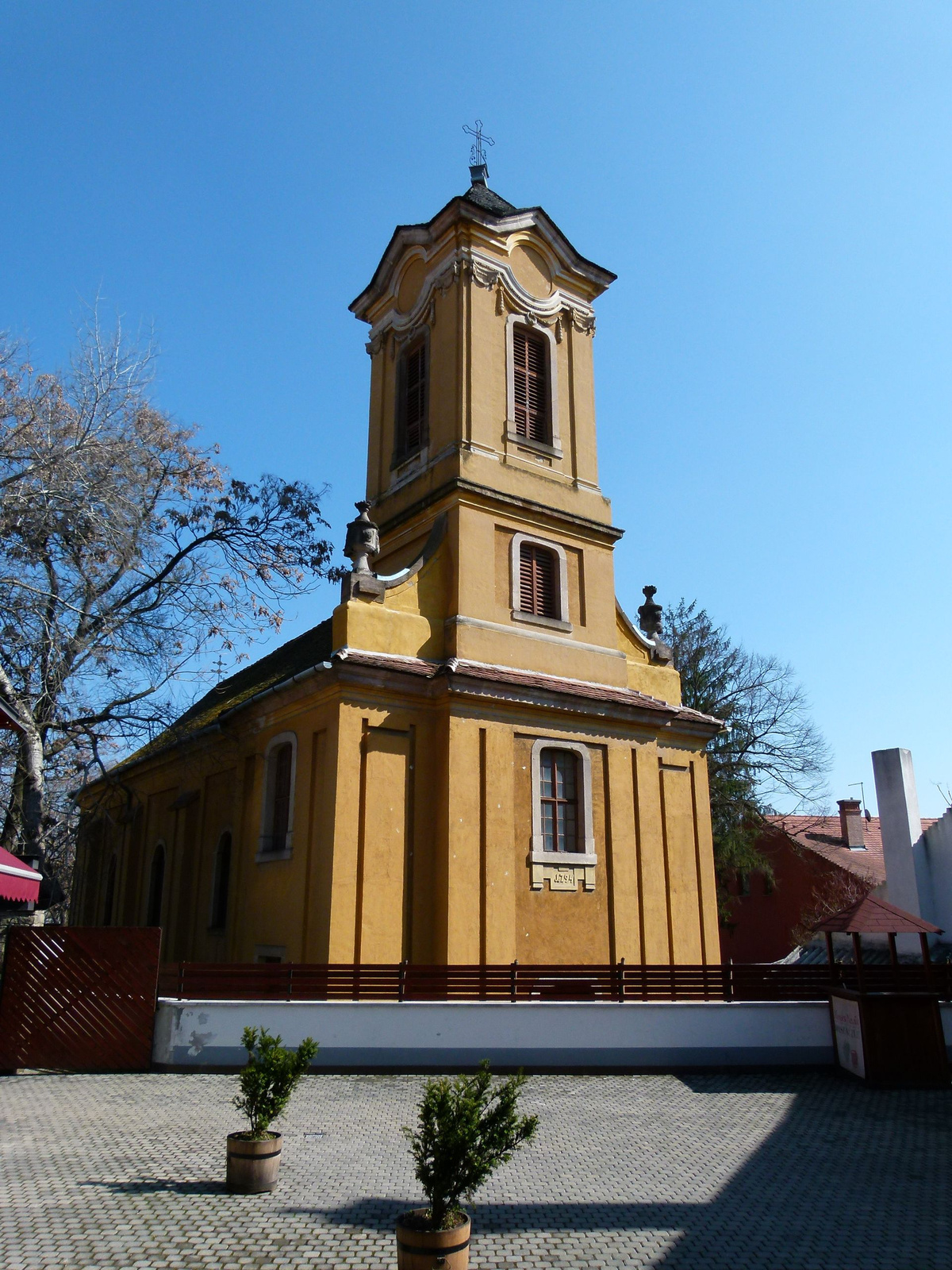
L'église Saint-Michel de Szentendre
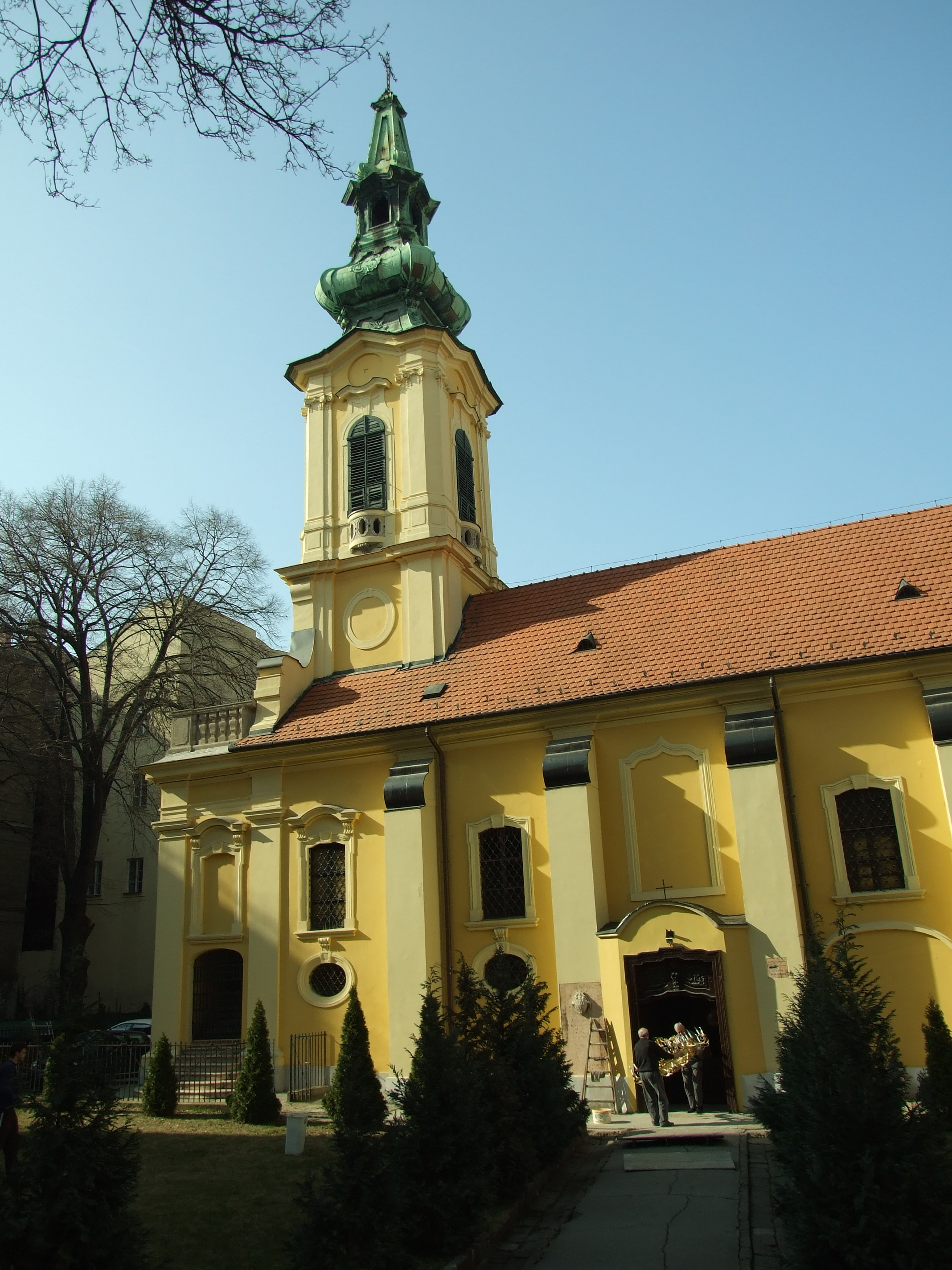
L'église Saint-Georges de Budapest
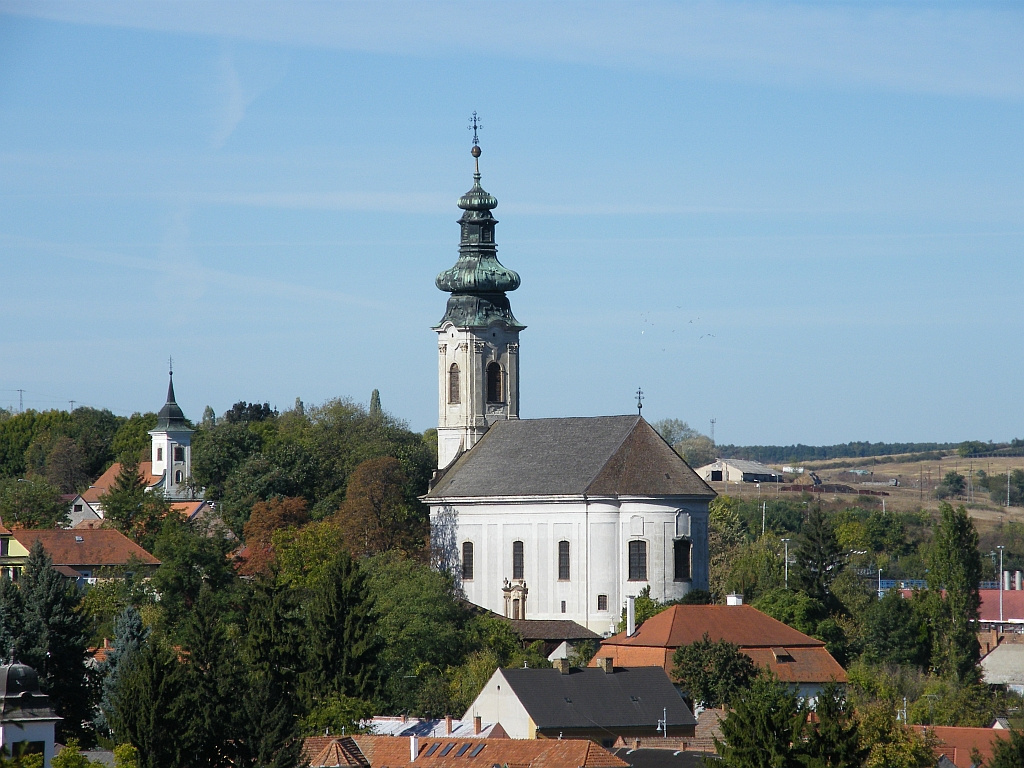
L'église de la Translation-des-Reliques-de-Saint-Nicolas de Eger
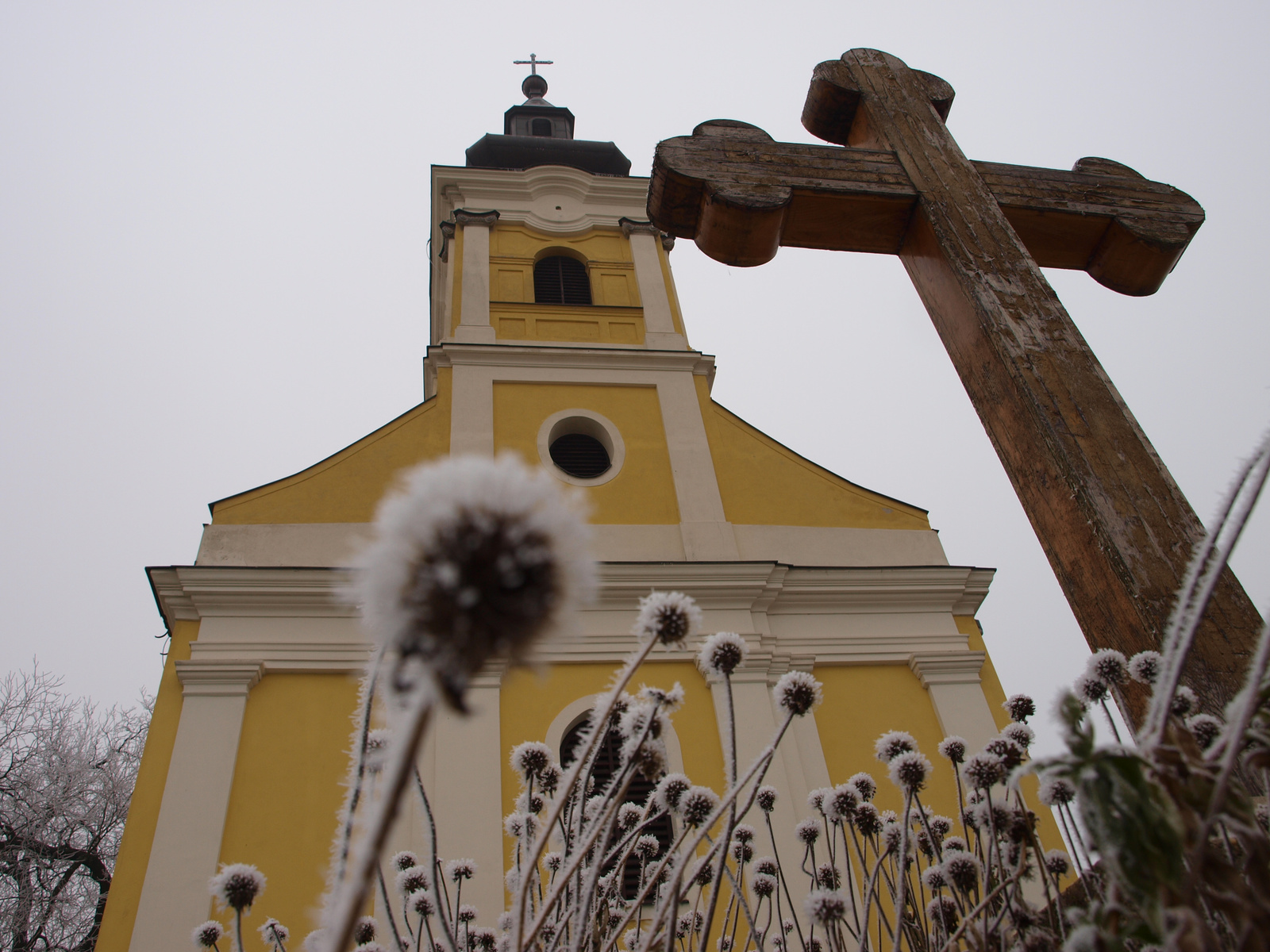
L'église de la Translation-des-Reliques-de-Saint-Nicolas de Dunaújváros
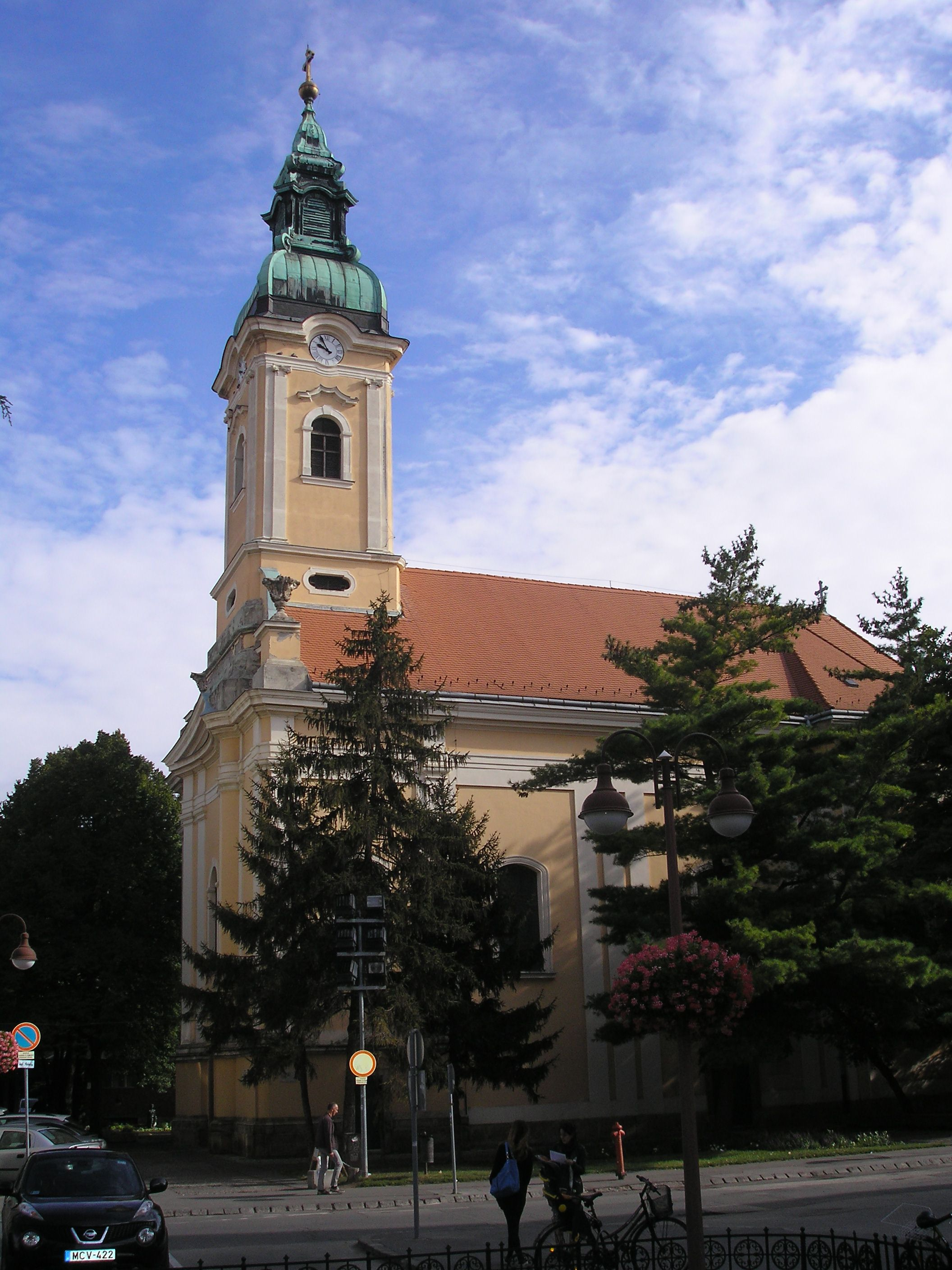
L'église de la Translation-des-Reliques-de-Saint-Nicolas de Szeged
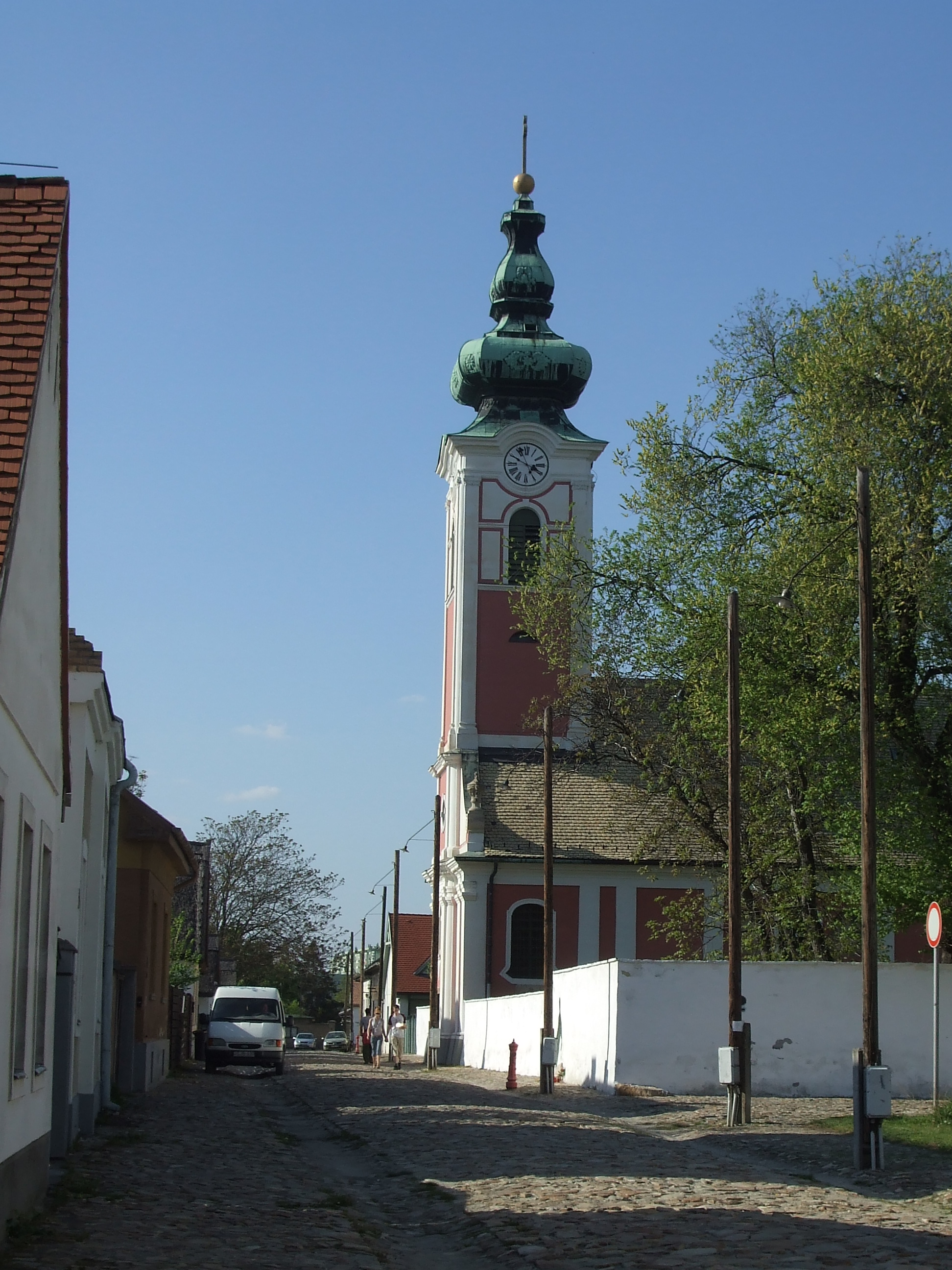
L'église de la Nativité-de-Saint-Jean-Baptiste de Székesfehérvár
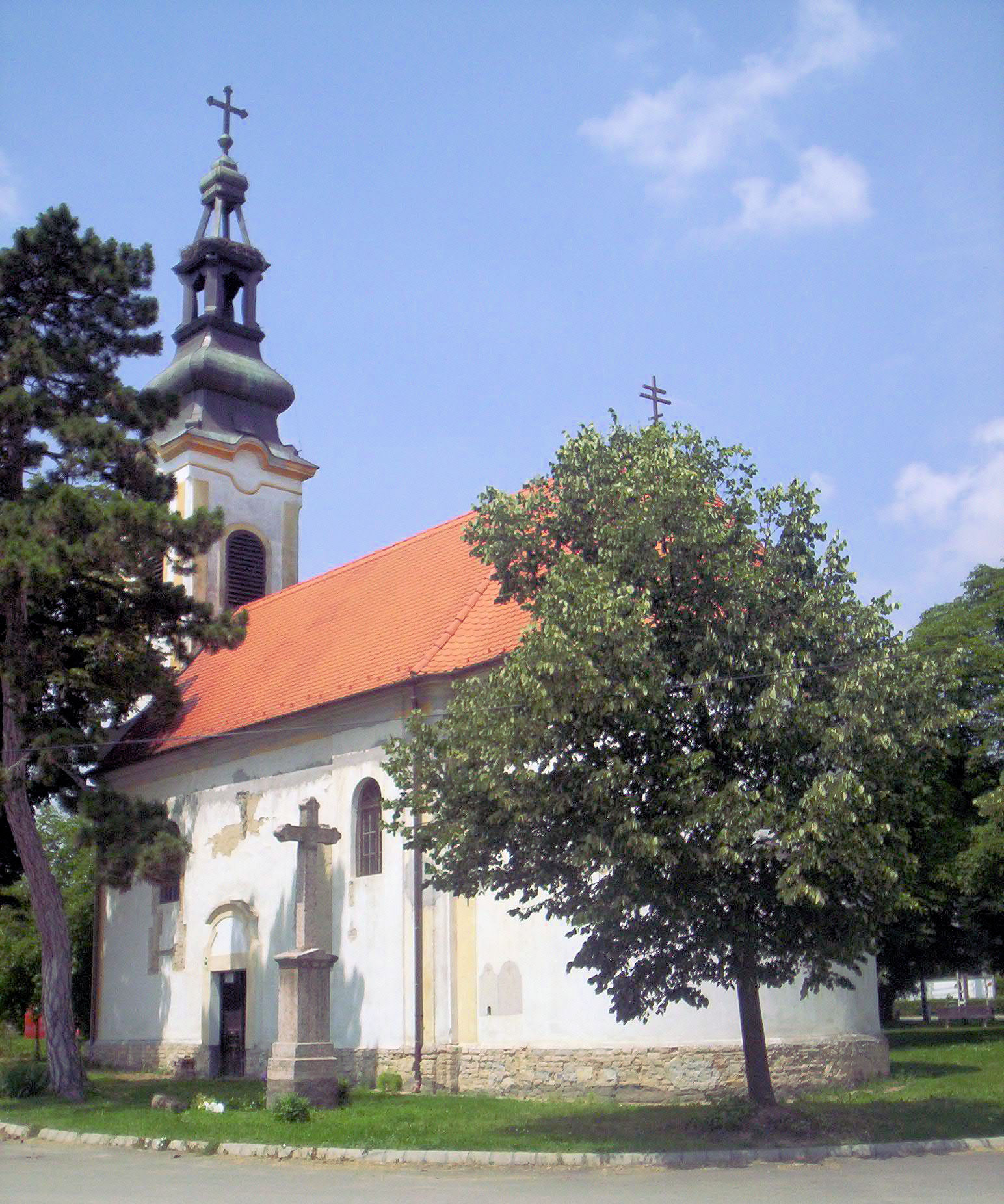
L'église de la Sainte-Parascève de Majs
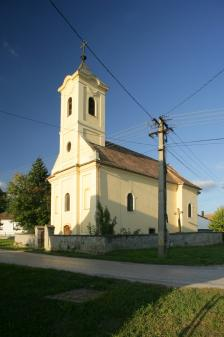
L'église Saint-Luc de Magyarbóly
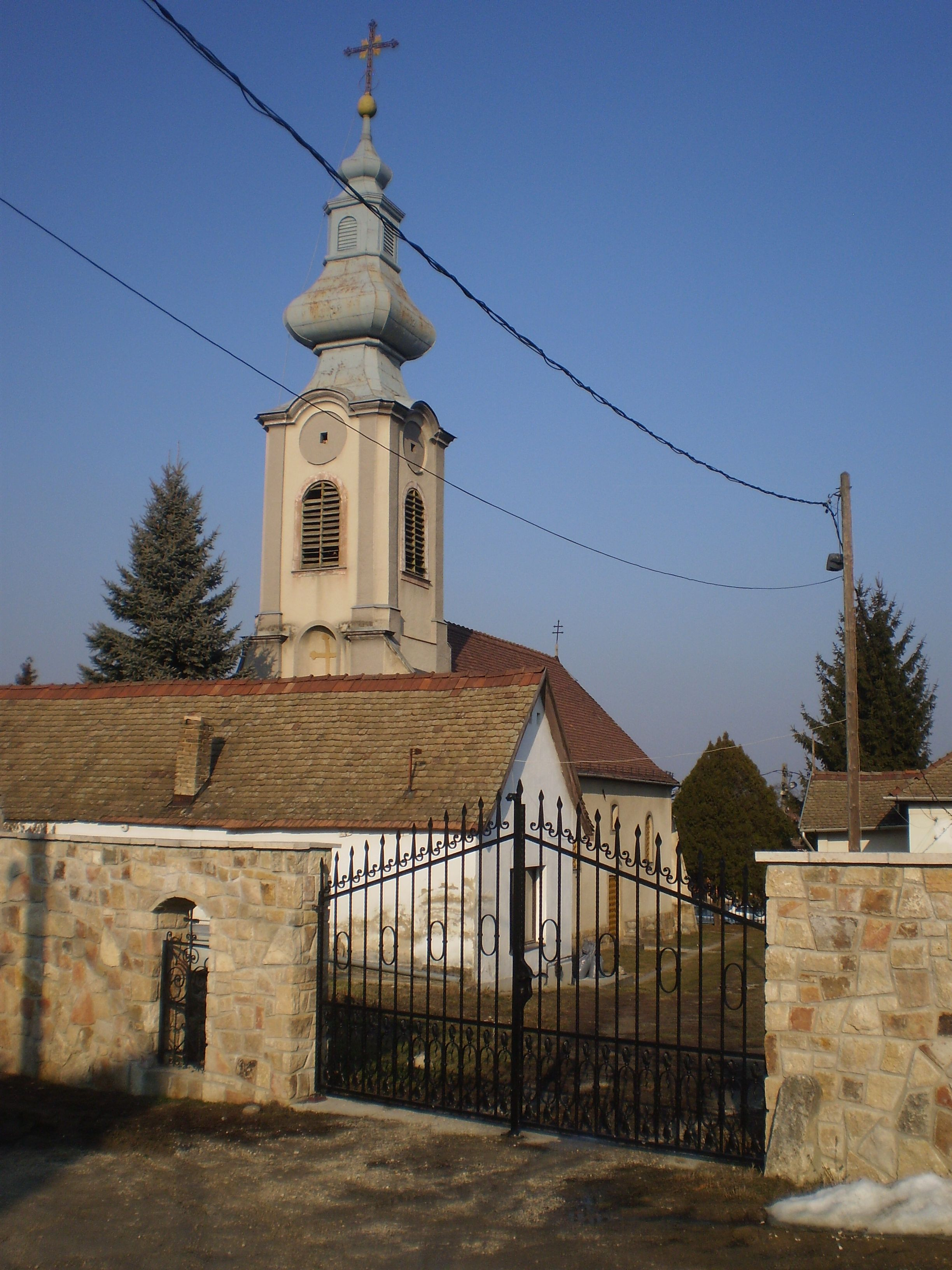
L'église Saint-Gabriel de Budakalász
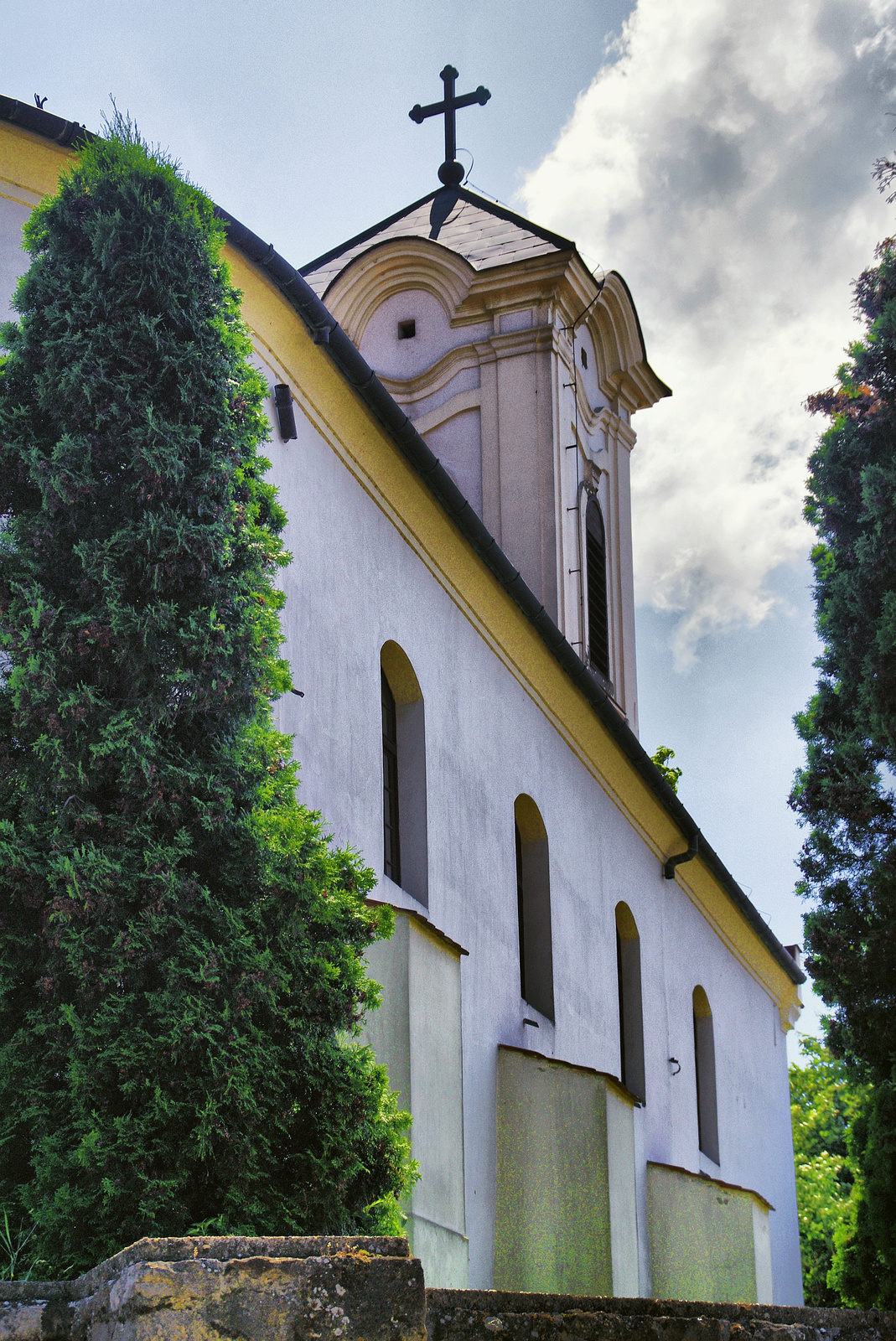
L'église Saint-Gabriel de Csobánka
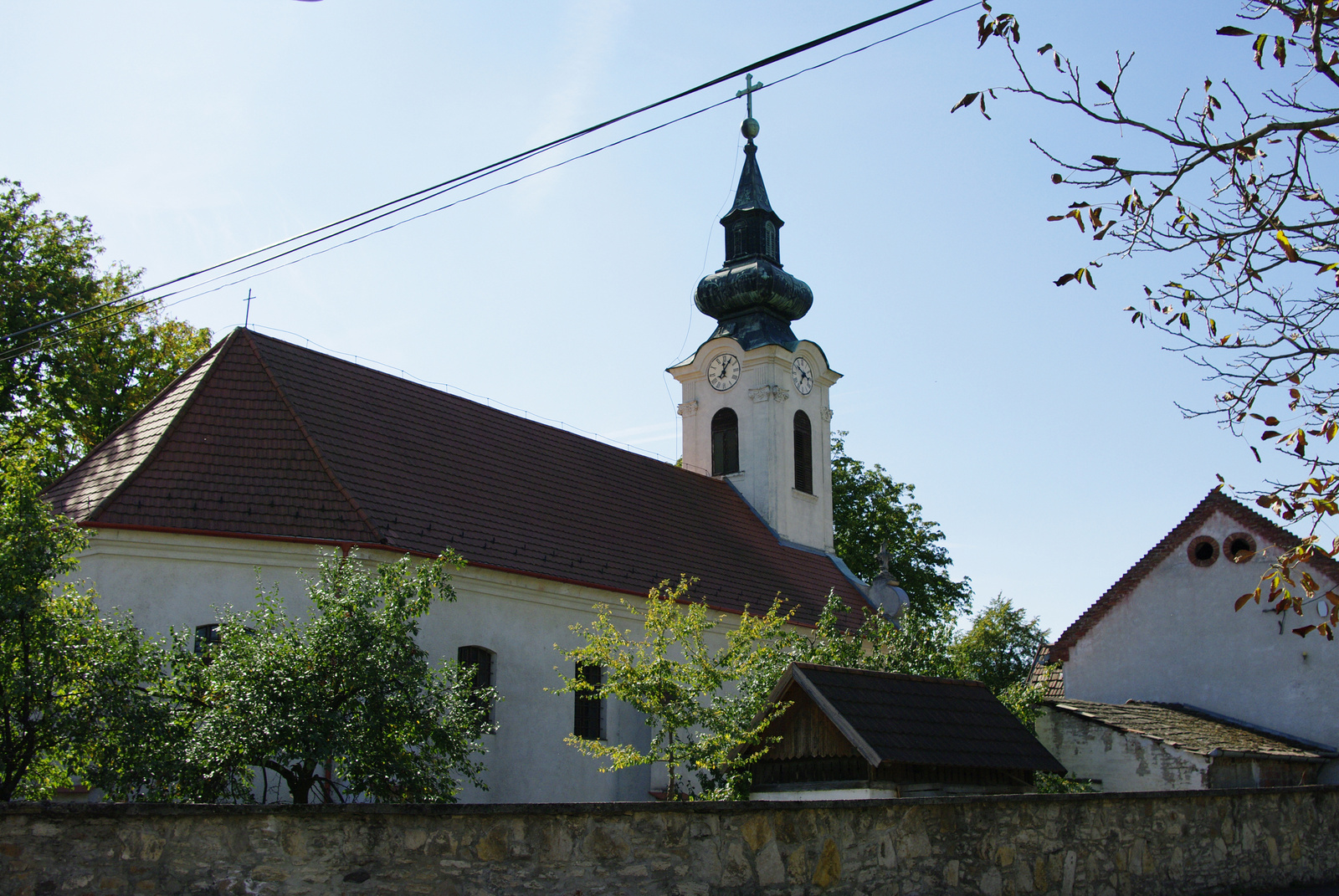
L'église Saint-Georges de Pomáz
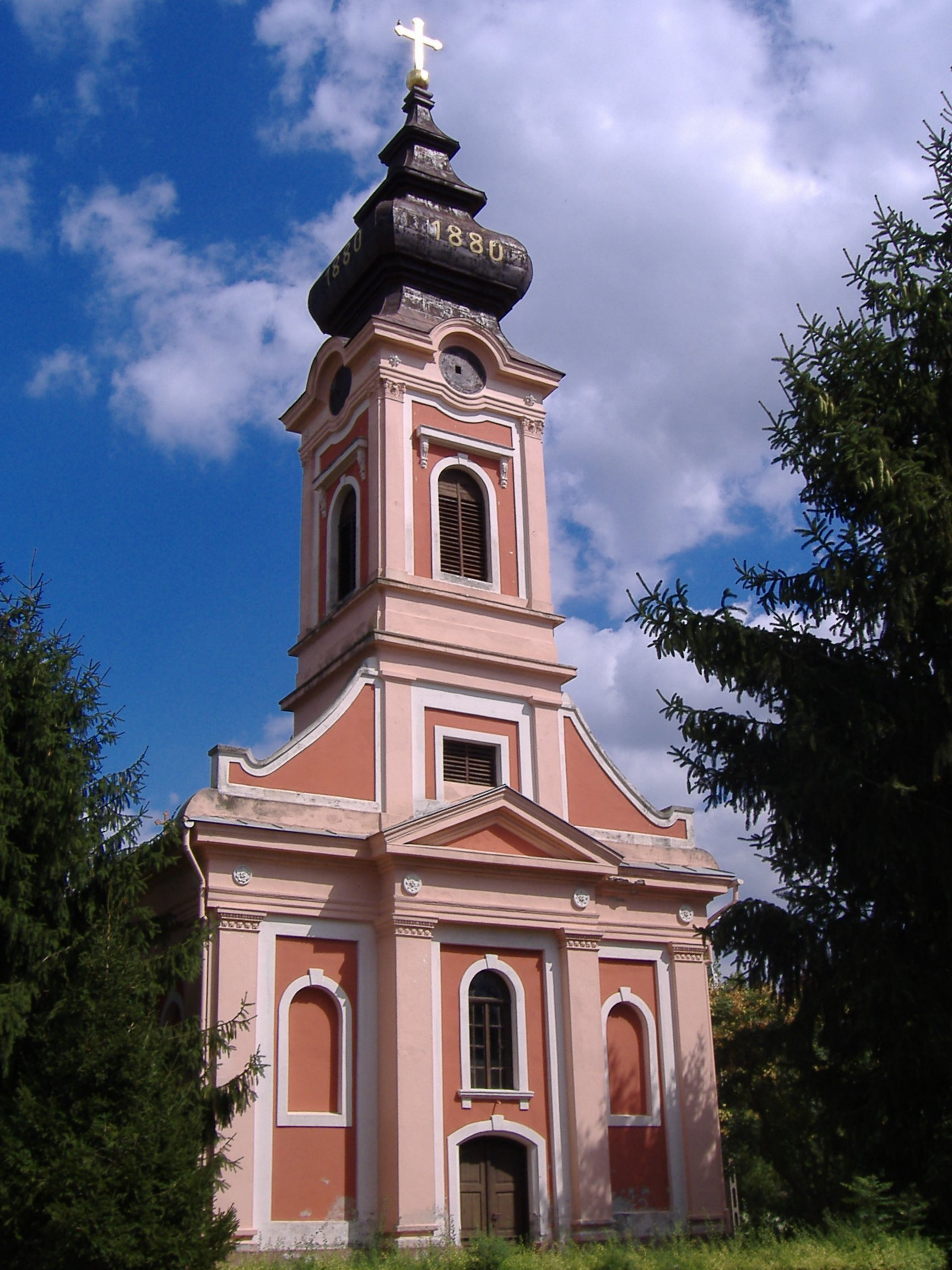
L'église Saint-Georges de Magyarcsanád
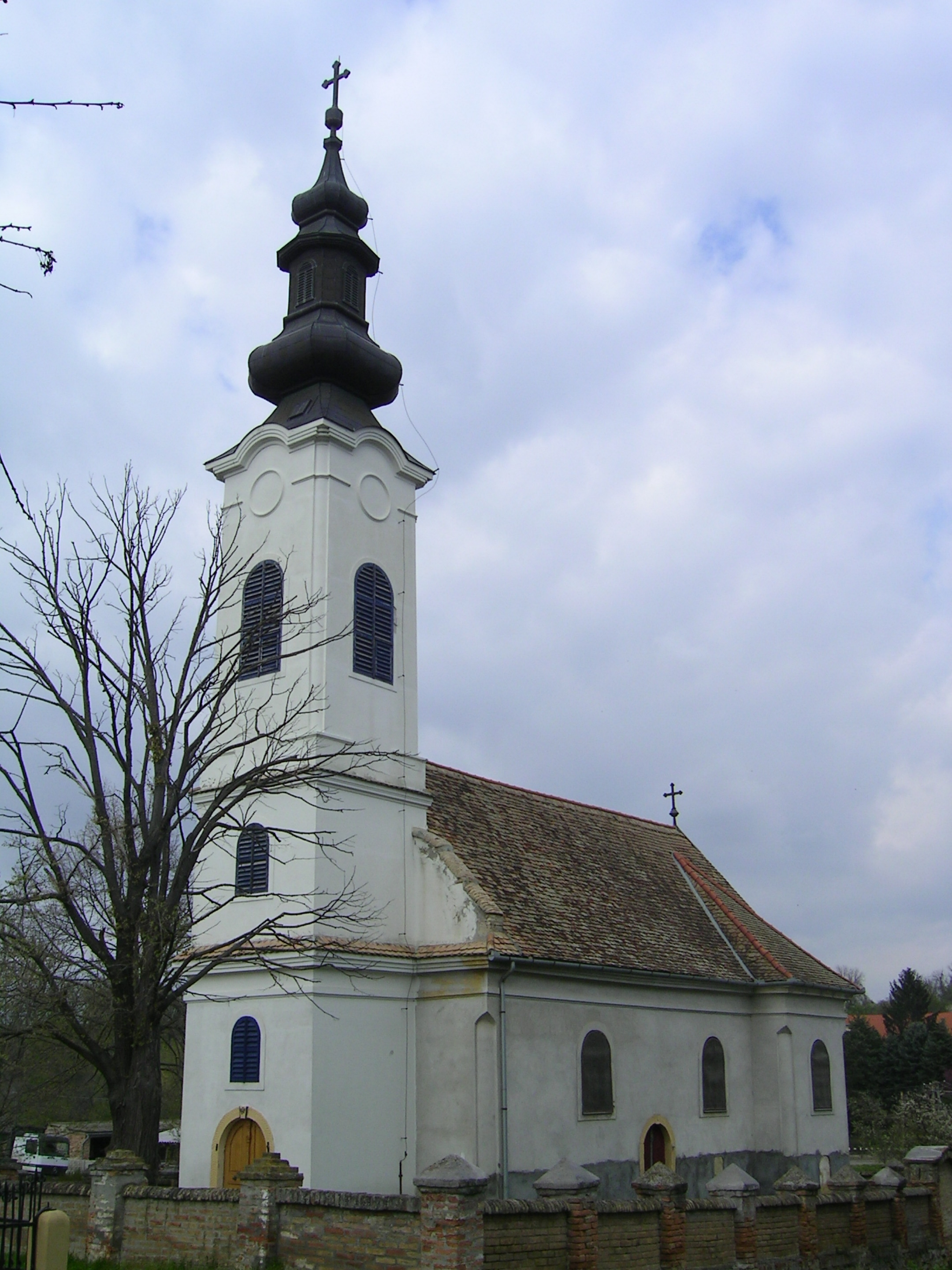
L'église Saint-Georges de Somberek

## Monastères
L'éparchie de Buda abrite 2 monastères :
| Français             | Serbe cyrillique      | Datation    | Emplacement | Photo |
| -------------------- | --------------------- | ----------- | ----------- | ----- |
| Monastère de Grábóc  | Манастир Грабовац     | 1587        | Grábóc      |       |
| Monastère de Ráckeve | Манастир Српски Ковин | XIIe siècle | Ráckeve     |       |